# Оттобьяно
Оттобьяно (итал. Ottobiano) — коммуна в Италии, располагается в регионе Ломбардия, в провинции Павия.
Население составляет 1166 человек (2008 г.), плотность населения составляет 48 чел./км². Занимает площадь 24 км². Почтовый индекс — 27030. Телефонный код — 0384.
Покровителем коммуны почитается святой архангел Михаил. Праздник ежегодно празднуется 29 сентября.

## Демография
Динамика населения:

## Администрация коммуны
- Официальный сайт: